# Afonso Ghizzo
Afonso Ghizzo (Tubarão, 28 de fevereiro de 1910 — 1980) foi um político brasileiro.
Filho de Martinho Ghizzo e de Vitória Furghesti Ghizzo. Casou em Araranguá em 1933 com Alice Furtado Ghizzo. O casal teve cinco filhos, dentre eles Martinho Ghizzo.
Foi prefeito de Araranguá. Foi deputado à Assembleia Legislativa de Santa Catarina na 3ª legislatura (1955 — 1959), na 4ª legislatura (1959 — 1963), na 5ª legislatura (1963 — 1967), na 6ª legislatura (1967 — 1971), e na 7ª legislatura (1971 — 1975).